# الثبات (مجلة)
إنفاريانس هي مجلة فرنسية يحررها جاك كامات ، وتصدر منذ عام 1968.
وقد انبثق هذا الكتاب من التقليد اليساري الشيوعي الإيطالي المرتبط بأماديو بورديجا، وكان يحمل في الأصل العنوان الفرعي ”ثبات نظرية البروليتاريا“، في إشارة إلى مفهوم بورديجا عن الطبيعة الثابتة للنظرية الشيوعية. كان لكتاب ”الثبات“ دور فعال في لفت انتباه جيل 68 إلى نصوص غير معروفة ومغمورة لليسار الشيوعي (بورديغا واليسار الإيطالي، وغورتر وبانيكويك من اليسار الهولندي الألماني، بالإضافة إلى العديد من الآخرين، بما في ذلك لوكاتش وسيلفيا بانكهورست. كما لعبت دورًا كبيرًا -وإن كان غير معروف إلى حد كبير- في أزمات السبعينيات وحل المنظمات الاستشارية مثل منظمة التنسيق الدولية في فرنسا والتضامن في المملكة المتحدة. ولكن في الفترة بين 1972 و1975، انفصلت الحركة عن العديد من مبادئ البورديجية والماركسية في حد ذاتها، معتبرةً أنه في أعقاب مايو 68 لم يعد هناك أي إمكانية للطبقة العاملة للإفلات من هيمنة رأس المال من خلال الثورة. وبدلًا من ذلك، بدأت تتبنى وجهة النظر القائلة بأن الإنسانية نفسها أصبحت ”مستأنسة“ بحكم رأس المال، وأن الحل الوحيد هو ”مغادرة هذا العالم“، وهي وجهة نظر أثرت على فريدي بيرلمان وجون زرزان وآخرين في تطويرهم للأناركية البدائية. كان هذا التحول الجذري في التوجه هو الذي جعل العديد من منتقديها يلاحظون ”لا شيء يختلف أكثر من الثبات“.
الثبات هو الآن في سلسلته الخامسة ويظهر بشكل متقطع. يحتوي كل غلاف على نفس صورة الشجرة (التي تمثل "كل شيء هو الحياة")، وعلى ظهره عبارة: "الزمن هو اختراع الرجال غير القادرين على الحب".

## المنشورات
- La gauche allemande: Textes du KAPD, de L' AUUD, de L' AAUE et de la KAI (1920-1922)

## روابط خارجية
- الموقع الرسمي